# Henry Morgentaler
Henry Morgentaler (ur. 19 marca 1923 w Polsce zm. 29 maja 2013) – kanadyjski lekarz urodzony w Polsce, wspierający ruch „pro-choice”. W licznych bataliach prawnych walczył o rozszerzenie prawa do aborcji w Kanadzie. W młodości, w czasie II wojny światowej, Morgentaler był uwięziony w łódzkim getcie, a później w obozie koncentracyjnym w Dachau.
Po wojnie Morgentaler wyemigrował do Kanady i rozpoczął praktykę lekarską, stając się jednym z pierwszych kanadyjskich lekarzy wykonujących wazektomię, zakładających spirale wewnątrzmaciczne oraz zaopatrujących niezamężne kobiety w pigułki antykoncepcyjne. W 1969 roku otworzył pierwszą klinikę aborcyjną w Montrealu, kwestionując niesprawiedliwe, jego zdaniem, prawo wprowadzające uciążliwe ograniczenia dla kobiet pragnących dokonać aborcji. Był pierwszym lekarzem w Ameryce Północnej, wykorzystującym próżniową metodę przerywania ciąży i na przestrzeni lat otwarł dwadzieścia klinik i przeszkolił ponad stu lekarzy.
Morgentaler dwukrotnie zakwestionował konstytucyjność kanadyjskiego federalnego prawa aborcyjnego, przegrywając pierwszy raz w sprawie „Morgentaler przeciw Królowej” (Morgentaler v. R) w 1975 roku, lecz wygrywając sprawę konstytucyjną, „Korona przeciw Morgentalerowi” (R. v. Morgentaler) w 1988 roku.
W 2008 roku Morgentaler został odznaczony Orderem Kanady „za swe zaangażowanie w zwiększenie zakresu opieki zdrowotnej dla kobiet, za stanowcze wysiłki, mające na celu wpłynąć na politykę społeczną państwa, i swoją rolę, jako lidera organizacji propagujących wartości humanistyczne i wolności obywatelskie”. Morgentaler zmarł w wieku 90 lat na atak serca.

## Życiorys
Morgentaler urodził się w Łodzi, w Polsce, w rodzinie Józefa i Goldy Morgentalerów. Przed II wojną światową ojciec Morgentalera był aktywny w partii Bund (Powszechnym Żydowskim Związku Robotniczym na Litwie, w Polsce i Rosji). Podczas okupacji niemieckiej w Polsce, zostało utworzone żydowskie getto w Łodzi, którego Żydom nie wolno było opuszczać. Ojciec Morgentalera został zabity przez Gestapo, a Henryk mieszkał z matką i młodszym bratem w getcie Litzmannstadt, wraz ze stu sześćdziesięcioma tysiącami innych uwięzionych Żydów. Przed rozpoczęciem wojny jego siostra wyjechała wraz z mężem do Warszawy. Była uwięziona w warszawskim getcie i brała w nim udział w powstaniu. Zginęła w Treblince.
Podczas łapanki przeprowadzonej przez Niemców w łódzkim getcie z pomocą żydowskiej Policji zaprzyjaźniona rodzina Rozenfarbów i Morgentalerowie (Golda i jej synowie Henryk i Abraham) wraz z dwiema innymi rodzinami ukryli się w pokoju z drzwiami zasłoniętymi szafą. Po dwóch dniach w ukryciu, w dniu 23 sierpnia 1942 roku zostali oni znalezieni i wywiezieni do obozu koncentracyjnego w Oświęcimiu. Chłopcy nigdy ponownie nie zobaczyli swej matki. Golda zginęła w Auschwitz. W dniu 27 sierpnia, Henryka i Abrahama wywieziono do KL Landsberg, obozu koncentracyjnego w Dachau, gdzie oboje pozostali aż do końca wojny. W lutym 1943 roku, Henryk został wysłany do KL Kaufering (satelitarnego obozu Dachau). Pod koniec wojny leżał w obozowym ambulatorium (Krankenrevier), skąd został w końcu wyzwolony przez wojska amerykańskie 29 kwietnia 1945. Po uwolnieniu, w wieku 22 lat, Henryk ważył zaledwie 32 kg. Został wtedy umieszczony w szpitalu dla dipisów w Landsbergu nad rzeką Lech, w Bawarii. Po kilku miesiącach został przeniesiony do szpitala dipisów w St. Ottilien, a stamtąd, wraz z Abrahamem do obozu dipisów w Feldafing, w Bawarii.

### Po wojnie
W 1946 roku Abraham wyemigrował do Stanów Zjednoczonych. W 1947 roku Henryk udał się do Brukseli w Belgii, gdzie ponownie spotkał się ze swymi przyjaciółmi, Rozenfarbami. Ponieważ nie przebywał w Belgii legalnie, on i jego narzeczona, Chawa Rozenfarb, musieli wyemigrować. Siostra Chawy, Henia Reinhartz, w swoim, wydanym w Kanadzie pamiętniku „Okruchy” („Bits and Pieces”), opisała trudne warunki ekonomiczne, w jakich jej rodzina i Henryk, mieszkali w Brukseli. Jedno ze zdjęć opublikowanych w pamiętniku, przedstawia Henię, Chawę i ich matkę noszące płaszcze wykonane z koców przekazanych przez UNRRA. W 1949 roku Henryk i Chawa pobrali się. Opuścili Europę w lutym 1950 roku, odpływając na transatlantyku S.S. Samaria, do Kanady.
Para zamieszkała w Montrealu, gdzie Chava wznowiła swoją działalność pisarską i poetycką. Kilka miesięcy później urodziło się ich pierwsze dziecko, Goldie, a potem drugie, syn Abraham. Henryk był, jak sam przyznaje, pewnym siebie kobieciarzem. Ich małżeństwo zakończyło się rozwodem w połowie 1970 roku. Chava zmarła 30 stycznia 2011 roku.

### Kariera polityczna
W 1972 Morgentaler kandydował w kanadyjskich wyborach federalnych, w okręgu Saint-Denis, jako kandydat niezależny, zajmując czwarte miejsce, z 1509 głosami.

### Kariera
Morgentaler zdobył swą edukację medyczną na Uniwersytecie Montrealskim (Université de Montréal), który ukończył w 1953. Po otrzymaniu obywatelstwa kanadyjskiego, praktykował medycynę we wschodniej części Montrealu. Zaczynał, jako lekarz rodzinny (ogólny), w 1955 roku, ale coraz bardziej wyspecjalizował się w planowaniu rodziny, stając się jednym z pierwszych kanadyjskich lekarzy wykonujących wazektomie, zakładających spirale wewnątrzmaciczne, a także dostarczających tabletki antykoncepcyjne niezamężnym kobietom.
W dniu 19 października 1967 roku, w imieniu Stowarzyszenia Humanistów Kanady (Humanist Association of Canada) zeznawał przed Komisją Zdrowia i Opieki Społecznej Izby Gmin, która badała kwestię nielegalnej aborcji. Morgentaler stwierdził, że kobiety powinny mieć prawo do bezpiecznego poronienia. W reakcji na swoje wyrażone publicznie stanowisko, ku swemu zaskoczeniu, zaczął otrzymywać telefony od kobiet, które chciały dokonać aborcji. Robert Malcolm Campbell i Leslie Alexander Pal napisali: „Henry Morgentaler doświadczył bezpośrednio ograniczenia prawa [do aborcji], w błaganiach zdesperowanych kobiet, które odwiedzały jego przychodnię w Montrealu”. Początkowo reakcją Morgentalera była odmowa:
„Nie spodziewałem się lawiny żądań i nie uświadamiałem sobie skali problemu w bezpośrednich, ludzkich warunkach. Odpowiadałem – współczuję Ci, znam problem, ale prawo mi nie pozwala Ci pomóc. Jeśli Ci pomogę, pójdę do więzienia, stracę praktykę – mam żonę i dwoje dzieci. Przykro mi, ale ja po prostu nie mogę!”.
Przez pewien czas kierował kobiety do dwóch innych lekarzy, którzy wykonywali aborcje, ale później już nie było takiej możliwości. Nie było nikogo, do kogo mógł je wysłać, a niektóre z nich kończyły na pogotowiu po pokątnych aborcjach. Stwierdził, że odsyłając je czuł się jak tchórz, który uchyla się od odpowiedzialności. Ostatecznie, mimo zagrożenia dla siebie, możliwości zrujnowania kariery, więzienia na lata bezpowrotnie utracone z życia, postanowił przeprowadzić aborcję, a jednocześnie zakwestionować prawo. Wiedział od innych lekarzy oraz z doniesień prasowych, że kobiety w Montrealu umierały w wyniku aborcji przeprowadzonych przez niekompetentne osoby. Miał świadomość determinacji kobiet, aby dokonać aborcji mimo zagrożenia dla swego zdrowia i życia. Był przeświadczony, że mógłby zapobiec niepotrzebnym zgonom. I postanowił dopuścić się nieposłuszeństwa obywatelskiego, by zmienić prawo.
W 1968 Morgentaler porzucił praktykę lekarza rodzinnego i rozpoczął wykonywanie aborcji w swojej prywatnej przychodni. W tym czasie aborcja była nielegalna z wyjątkiem przypadków, w których kontynuowanie ciąży zagrażało życiu kobiety ciężarnej. W dniu 26 sierpnia 1969 roku, nowelizacja kodeksu karnego zalegalizowała aborcję w Kanadzie, jeśli zostanie wykonana w szpitalu po zatwierdzeniu przez Komitet Aborcji Terapeutycznej. Nie było jednak żadnego wymogu by szpitale powoływały komitety, i ostatecznie zrobiła to tylko około jedna trzecia szpitali, pozostawiając wiele kobiet bez dostępu do legalnej aborcji i zmuszając je do podróży – wywołując przeszkody i opóźnienia. Niektóre komisje nigdy się nie zbierały. Nawet, gdy się zebrały, nigdy nie oglądały „pacjentki”, a jednak jej los zależał od ich subiektywnych opinii. Ponadto nie było odwołania od decyzji Komitetów Aborcji Terapeutycznych. W efekcie, system był rażąco nieuczciwy. Aborcje Morgentalera pozostały nielegalne w świetle nowego prawa, bo nie przedstawiał ich z wyprzedzeniem do zatwierdzenia Komitetom Aborcji Terapeutycznych; stały się legalne w 1988 roku, kiedy sekcja 251 kodeksu karnego (obecnie znana jako sekcja 287) została uznana za niekonstytucyjną przez Sąd Najwyższy Kanady.
Kiedy w 1976 roku prowincja Québec zaprzestała ścigania go, Morgentaler otworzył przychodnię aborcyjną w Ontario. Inne prowincje, pomimo że ścigały go dalej, poszły w ślady Québecu i Ontario, gdzie napływ pacjentek umożliwił funkcjonowanie przychodniom otwartym przez doktora Morgentalera. W 2003 roku udało mu się zamknąć  przychodnie w Halifaksie, ponieważ lekarz, którego wyszkolił, rozpoczął wykonywanie aborcji w szpitalu lokalnym – Centrum Nauk Medycznych imienia Królowej Elżbiety Drugiej (Queen Elizabeth II Health Sciences Centre).
W 2006 roku Morgentaler zaprzestał wykonywania aborcji po operacji pomostowania tętnic wieńcowych. Prowadził jednak nadal nadzór nad pracą w swoich sześciu prywatnych przychodniach.

## Batalie sądowe

### Québec
W 1969 roku Morgentaler otworzył przychodnię aborcyjną w Montrealu. Powiedział, że starał się o status modelowej przychodni aborcyjnej i postulował, w rozmowach z rządami federalnym i prowincjonalnym, że aborcje mogą być bezpiecznie wykonywane poza szpitalami. Wspomina, że ani rząd prowincjonalny, ani federalny nie był zainteresowany. Rządy obu szczebli odpowiedziały, że należy to do obowiązków drugiej strony. Nikt nie przyszedł na inspekcję jego przychodni. Zamiast tego nasłano policję. W dniu 1 czerwca 1970 roku policja miasta Montreal „zrobiła nalot” na przychodnię Morgentalera i postawiła kilka zarzutów o wykonywanie nielegalnych aborcji. Pierwsza rozprawa nie doszła do skutku aż do 1973 roku; w międzyczasie zorganizowały się grupy kobiet w celu wspierania go, a on kontynuował wykonywanie aborcji. W 1973 roku, lekarz stwierdził, że wykonano 5000 bezpiecznych aborcji poza szpitalami, wykazując, że ograniczanie miejsca legalnie wykonywanych aborcji do szpitali nie było konieczne.
Podsumowując, między 1973 a 1975, Morgentaler był sądzony trzykrotnie w Montrealu za łamanie prawa aborcyjnego; za każdym razem wniósł obronę działania w stanie wyższej konieczności i za każdym razem został uniewinniony. Za każdym razem sądowi przysięgłych zajęło coraz mniej czasu, aby ogłosić wyrok uniewinniający: przy trzeciej próbie, zaledwie godzinę. Taką sytuację określa się jako „unieważnienie przez sąd przysięgłych” – czyli odmowę sądu przysięgłych egzekwowania prawa, które sędziowie uważają za niesprawiedliwe.
Każda ze spraw była wniesiona do sądu oddzielnie. Na pierwszym procesie w 1973 roku Morgentalera bronił Claude-Armand Sheppard. Sheppard przedstawił obronę dowodząc, że jako lekarz, Morgentaler działał w stanie wyższej konieczności – miał obowiązek chronić życie i zdrowie kobiet, które zwróciły się do niego po aborcję, co przeważało jego obowiązek przestrzegania prawa. Po zapoznaniu się z zeznaniami niektórych z tych kobiet, jako świadków, sąd przysięgłych uniewinnił go.
Prowincja odwołała się od wyroku uniewinniającego. W dosłownie bezprecedensowym posunięciu, uniewinnienie przez sąd przysięgłych zostało obalone przez pięciu sędziów Sądu Apelacyjnego Québecu, w 1974 roku, który zasądził karę. Lekarz odwołał się do Sądu Najwyższego Kanady, ale sąd utrzymał karę, w decyzji sześciu do trzech sędziów, stwierdzając, że niebezpieczeństwo dla kobiet nie było natychmiastowe. Został skazany na 18 miesięcy więzienia i zaczął odsiadywać karę w marcu 1975.
W 1975 roku, pod przywództwem liberalnego premiera Pierre’a Trudeau, kanadyjski parlament zmienił ustawę tak, że sąd apelacyjny nie mógł odwrócić uniewinnienia przez sąd przysięgłych, choć mógł zarządzić wszczęcie nowego procesu. Zmiana ta jest znana jako „poprawki Morgentalera do kodeksu karnego”. Rząd Québecu odrzucił swój pierwszy wyrok i zarządził przeprowadzenie nowego procesu w związku z pierwotnymi zarzutami. Morgentaler został zwolniony w oczekiwaniu na proces.
W 1975 roku, gdy był w więzieniu, Ministerstwo Sprawiedliwości Québecu założyło kolejną sprawę przeciwko niemu, z drugim zestawem zarzutów, a on został uniewinniony przez inny sąd przysięgłych. Był już wówczas jednak w więzieniu. Ówczesna karykatura polityczna pokazywała strażnika więziennego, wpychającego tacę z jedzeniem do celi Morgentalera, i mówiącego: „Gratulacje, Panie Doktorze, został Pan ponownie uniewinniony!”. Minister Sprawiedliwości odwołał się od drugiego wyroku uniewinniającego, ale tym razem Sąd Apelacyjny Québecu podtrzymał jednogłośnie uniewinnienie (19 stycznia 1976).
Na przekór zwyczajom prawnym Morgentaler nie został zwolniony warunkowo po odbyciu 1/3 kary – sześciu miesięcy. W sumie odsiedział dziesięć miesięcy, doznał zawału serca podczas przetrzymywania w izolatce, po czym został zwolniony do szpitala. Doniesiono, że liberalny minister sprawiedliwości Québecu, Jérôme Choquette, był głęboko zaangażowany i zainteresowany ściganiem Morgentalera, dopóki nie został usunięty ze stanowiska ministra.
W styczniu 1976 roku, federalny minister sprawiedliwości, Ron Basford rozpoczął trzeci proces przeciwko Morgentalerowi, z pierwszego zestawu zarzutów. W dniu 18 września 1976 roku, proces zakończył się uniewinnieniem przez inny sąd przysięgłych. Było to jego trzecie uniewinnienie przez sąd przysięgłych w Quebecu.
W 1976 roku Partia Quebecka (Parti Québécois) przejęła władzę. Zdano sobie sprawę, że prawo o aborcji nie może być egzekwowane, jeśli sądy przysięgłych nie będą zasądzać na jego podstawie, więc porzucono zarzuty. W dniu 11 grudnia 1976 roku, nowy minister sprawiedliwości, Marc-André Bédard, wycofał oskarżenie przeciwko Morgentalerowi i innym lekarzom i ogłosił, że nie będzie żadnych dalszych zarzutów prawnych stawianych przychodniom aborcyjnym w prowincji Québec. Zapobiegło to kolejnemu procesowi przeciw doktorowi Morgentalerowi, mającemu rozpocząć się w najbliższy poniedziałek.
Bedard ogłosił ustawę antyaborcyjną niewykonalną. Od tego momentu, Québec odmówił egzekwowania prawa federalnego zakazującego aborcji dokonywanych przez wykwalifikowany personel medyczny. Bedard podkreślił, że policja nadal będzie ścigać i stawiać zarzuty niewykwalifikowanym, pokątnym aborcjonistom. Federalny Minister Sprawiedliwości Ron Basford powiedział, że Québec podjął sprawiedliwą i uczciwą decyzję, właściwą kompetencjom władz prowincji. Minister Sprawiedliwości Québecu Bedard poprosił federalnego Ministra Sprawiedliwości Basforda o zmianę sekcji 251 kodeksu karnego.
Później, w 1976 roku, Prokurator Generalny Québec ogłosił, że odtąd aborcje wykonywane przez lekarzy w pozaszpitalnych przychodniach były legalne, w prowincji Québec.
W 1976 roku Morgentaler wniósł sprawę do Sądu Najwyższego Kanady próbując obalić ustawę aborcyjną kraju, w sprawie Morgentaler przeciwko Królowej, ale nie powiodło się. W 1982 roku Kanadyjska Karta Praw i Swobód została uchwalona, jako część Kanadyjskiej Konstytucji. Karta była istotna dla późniejszych spraw sądowych Morgentalera.

### CARAL
W 1974 roku grupa aktywistów „pro-choice” założyła Kanadyjskie Stowarzyszenie w Celu Zniesienia Ustawy Aborcyjnej (Canadian Association for the Repeal of the Abortion Law – CARAL) w Ottawie. Celem CARAL było wspieranie Morgentalera w zakwestionowaniu obowiązującego prawa o aborcji, z 1969 roku, wymagającego uprzedniego zatwierdzenia aborcji przez Komitet Aborcji Terapeutycznej by aborcja mogła być legalnie wykonana (bez wymogu, by Komitety Aborcji Terapeutycznej były tworzone lub zwoływane). Organizacja utworzyła oddziały regionalne i lokalne w całej Kanadzie i przyczyniła się do pozyskania środków na opłaty prawne w procesach Morgentalera. Grupa poparła również wykorzystywanie przez Morgentalera aspiracji próżniowej w znieczuleniu miejscowym, jako bezpieczniejszą i mniej inwazyjną metodę aborcji niż łyżeczkowanie (D&C) w znieczuleniu ogólnym, które tradycyjnie wykonywano w szpitalach dla przeprowadzenia aborcji, lub po poronieniach naturalnych. Rozwój techniki medycznej w przeprowadzaniu aborcji ma również zmniejszać śmiertelność matek, według CARAL.

### Inne prowincje i Kanada
Zachęcony społecznym poparciem dla swojej walki i zaniepokojony brakiem dostępu kobiet do aborcji w innych prowincjach, w 1983 Morgentaler postanowił zaskarżyć ustawę w innych prowincjach. Spędził następne 15 lat otwierając i prowadząc przychodnie aborcyjne w całej Kanadzie, w sposób oczywisty naruszając prawo. W każdej prowincji, ogłaszał wcześniej, że zamierza otworzyć przychodnię. W tym samym roku otworzył przychodnie w Winnipeg, w Manitobie, oraz w Toronto, w Ontario.
W tym momencie fala opinii publicznej odwróciła się na rzecz Morgentalera: badanie opinii publicznej Gallupa z 1983 roku wykazały, że 72% Kanadyjczyków uważa, iż decyzja o aborcji powinna należeć wyłącznie do kobiety ciężarnej i jej lekarza.
Przychodnię w Toronto prowadził wraz z dwoma kolegami (Leslie Frank Smoling i Robert Scott). W 1983 roku, Policja Miasta Toronto zrobiła nalot na nowo otwartą przychodnię Morgentalera, a on i jego dwaj koledzy zostali oskarżeni o nielegalne udostępnianie zabiegów poronienia. Po raz kolejny Morgentaler użył obrony działania w stanie wyższej konieczności i został uniewinniony przez sąd przysięgłych. Urząd Prokuratora Generalnego złożył apelację, a werdykt uniewinniający został odwrócony przez Sąd Apelacyjny w Ontario, który zasądził wyrok skazujący. Po raz kolejny sąd odwoławczy uchylił uniewinnienie przez sąd przysięgłych. Przed sprawami Morgentalera to było niespotykane. Po raz kolejny, Morgentaler odwołał się do Sądu Najwyższego Kanady. Tym razem Morgentaler zakwestionował prawo jako niekonstytucyjne, na podstawie tego, że kobietom odmawia się prawa do życia, wolności i bezpieczeństwa osobistego.
Sprawa „Korony przeciw Morgentalerowi” (R v. Morgentaler), z roku 1988, została wysłuchana przez Sąd Najwyższy Kanady. Było to zwycięstwo Morgentalera. Sąd podtrzymał pierwotne uniewinnienie przez sąd przysięgłych. Ponadto stwierdził, że ustawa aborcyjna z 1969 roku narusza Kanadyjską Kartę Praw i Swobód, a zatem była niekonstytucyjna w powództwie „Korony przeciw Morgentalerowi” (R. v. Morgentaler 1988) (1 S.C.R. 30). Trybunał orzekł, w proporcji sędziów 5 do 2, że „procedury były uciążliwe i w nieuzasadniony sposób zakłócały integralność ciała kobiety”. W dniu 28 stycznia, sąd orzekł, że ustawa narusza rozdział 7 Karty Praw i Wolności, ponieważ narusza prawa kobiet do „życia, wolności i bezpieczeństwa osoby”.
Pięciu sędziów napisało trzy różne opinie znosząc ustawę z różnych powodów: że sekcja 251 KK nakłada niepotrzebne procedury i ograniczenia, ogranicza dostęp do szpitali i wywołuje opóźnienia powodujące fizyczne, psychiczne i emocjonalne ryzyko dla kobiety; oraz zmusza niektóre kobiety do donoszenia płodu do terminu wbrew ich woli.

Sędzia Brian Dickson napisał:
„Zmuszanie kobiety, by pod groźbą sankcji karnej, nosić płód do terminu, chyba że spełnia pewne kryteria niezwiązane z jej własnymi priorytetami i aspiracjami, jest głęboką ingerencją w ciało kobiety, a tym samym naruszeniem jej bezpieczeństwa osobistego”
. Sędzia Bertha Wilson napisała:
„Decyzja kobiety o przerwaniu ciąży mieści się w klasie decyzji chronionych [ponieważ będzie to miało] głębokie psychologiczne, ekonomiczne i społeczne konsekwencje dla kobiety w ciąży... prawo do reprodukcji lub do decyzji o jej nie podejmowaniu... ma być we właściwy sposób postrzegane jako integralna część zmagania się kobiety we współczesnym świecie o potwierdzenie jej godności i wartości jako człowieka... Celem sekcji [251 Kodeksu Karnego] jest odebranie prawa decyzji kobiecie i przydzielenie go komitetowi”
. W ten sposób sąd zgodził się z rozumowaniem Morgentalera. Orzeczenie Sądu Najwyższego w istocie zakończyło wszystkie ograniczenia karne, które wyróżniały aborcję w Kanadzie i traktowały ją w sposób specjalny, pozostawiając ją regulacjom prawa Kanady dotyczącym praktyki lekarskiej. Nadal obowiązuje Ustawa o Ochronie Zdrowia Kanady (Canada Health Act), wraz z regionalnymi przepisami dotyczącymi praktyki medycznej, ubezpieczeń zdrowotnych oraz ograniczeń w ich stosowaniu. Prowincja może odmówić zapłaty za aborcję w prywatnej przychodni, ale nie może żądać by Komisja Aborcji Terapeutycznej zatwierdzała aborcje, ani nie może zabronić aborcji wprost. Morgentaler opisał to jako najszczęśliwszy dzień w swoim życiu.
Sprawy wynikające z różnych prób podejmowanych przez prowincje i gminy/magistraty by poprzez regulacje dotyczące uprawnień i sposobu korzystania z usług medycznych jednocześnie ograniczać lub utrudniać zdolność kobiet w ciąży do korzystania z prawa wyboru, również trafiły przed Sądy. Wszelkie takie próby zostały odrzucone przez sądy. Siły antyaborcyjne uciekają się do prób politycznych, by pozbawić dofinansowania prywatne przychodnie aborcyjne oraz wprowadzić zakaz tworzenia przychodni w obrębie prowincji.
W 1989 roku legislatura Nowej Szkocji potrzebowała tylko jednego dnia, aby uchwalić prawo, które zakazało aborcji i niektórych innych procedur, takich jak liposukcja, poza szpitalami, dzięki czemu wszystkie przychodnie wykonujące aborcje stały się nielegalne lub przynajmniej niedofinansowywane. Morgentaler otworzył przychodnię, pod pretekstem przeprowadzania wywiadów z klientkami chcącymi poddać się aborcji poza prowincją. Potem ogłosił, że aborcje były tam wykonywane. Rząd postawił zarzut o naruszenie ustawy o Usługach Medycznych w Nowej Szkocji, w 1989 roku. Nowa Szkocja następnie wystąpiła o sądowy nakaz zabraniający Morgentalerowi wykonywania aborcji w przychodni. Nakaz został wydany przez sąd na podstawie konieczności zapewnienia przestrzegania prawa prowincji. Sąd odrzucił argument, że decyzja Sądu Najwyższego z 1988 roku, w sprawie Korony przeciw Morgentalerowi zabrania prowincjom uchwalania przepisów, które po prostu uznają aborcje dokonane w przychodniach za nielegalne.
Aby obronić się przed zarzutami i nakazem sadowym, Morgentaler zakwestionował konstytucyjność ustawy o Usługach Medycznych Nowej Szkocji. W 1993 roku, sprawa trafiła przed Sąd Najwyższy Kanady. Prowincja argumentowała, że zwalcza prywatyzację służby zdrowia. Sąd Najwyższy, jednak jednogłośnie odrzucił tę część ustawy, która zakazywała procedury w przychodniach prywatnych. Sędzia John Sopinka napisał uzasadnienie, w którym podkreślał, że przepisy te nie regulowały w sposób prawidłowy przeprowadzania aborcji w szpitalach prowincji, ani usług medycznych, ale ingerowały w sposób niewiążący w prawo karne, którego stanowienie jest prerogatywą rządu federalnego. W rezultacie, wszystkie znowelizowane postanowienia ustawy zostały przez Sąd Najwyższy odrzucone, w tym niedotyczące aborcji, które sąd nazwał zasłoną dymną, za którą prowincja skrywała prawdziwy cel – przeszkodzenie kobietom w dokonywaniu aborcji (patrz: „Korona przeciw Morgentalerowi (1993)” („R. v. Morgentaler”)).
W czerwcu 1991 roku rząd Ontario ogłosił, że wszystkie aborcje w prowincji, w tym przeprowadzane w prywatnych przychodniach, zostaną objęte Planem Ubezpieczeniowym Prowincji Ontario. Kobiety nie będą musiały płacić z własnej kieszeni za aborcje w przychodni, jak to miało miejsce w innych prowincjach. Ministerstwo Zdrowia Ontario ogłosiło, że będzie współpracować z przedstawicielami zawodów medycznych w celu zapewnienia wystarczającej liczby lekarzy przeszkolonych w wykonywaniu aborcji, aby nadążyć za popytem kobiet z Ontario.
W 1994 roku Nowy Brunszwik zakazał aborcji w przychodniach poza szpitalami. W 1995 r. aborcja została dodana do Ustawy o Ochronie Zdrowia Kanady, jako podstawowa usługa medyczna, co oznacza, że musi być objęta ubezpieczeniem zdrowotnym. Niemniej jednak, niektóre prowincje nie obejmują aborcji w przychodniach refundacją.
W 1995 roku orzeczenia sądów prowincjonalnych i federalnych zmusiły Nową Szkocję i Nowy Brunszwik, do zezwolenia na prywatne przychodnie aborcyjne. Rząd Alberty został ukarany na podstawie Ustawy o Ochronie Zdrowia Kanady za to, że nie finansuje aborcji w przychodniach, lecz umożliwia jedynie prywatne rozliczenia w przychodniach aborcyjnych w prowincji. W 1996 Alberta poddała się presji finansowej i zgodziła się finansować przychodnie.

W 1996 roku Morgentaler napisał Moralność w sprawie aborcji. W książce przedstawia rozumowanie, które kierowało jego działaniami od pierwszych aborcji w Quebecu i dało podstawę linii jego obrony odwołującej się do działania w stanie wyższej konieczności zapewniając kobietom dostęp do aborcji. Było to w istocie powodem, że sądy przysięgłych w Quebecu go uniewinniały:
„Czy ci wszyscy ludzie zapomnieli, że kobiety umierały w naszych krajach, z powodu samodzielnie wywołanych, czy przeprowadzanych przez szarlatanów aborcji, że niechciane dzieci były oddawane do instytucji, gdzie ponosiły ogromną traumę, która wysysała z nich radość życia, a wywoływała w nich lęk, depresję i trwałą urazę do społeczeństwa? Czy ci wszyscy ludzie zapomnieli, że niechciana ciąża była największym zagrożeniem dla zdrowia młodych, płodnych kobiet i mogła powodować utratę płodności, długotrwałą chorobę, uraz lub śmierć?”
. Chociaż nie istnieją dokładne dane, szacuje się, że około 4000 do 6000 kanadyjskich kobiet zmarło z powodu nielegalnych aborcji między rokiem 1926 a 1947. W 1990 roku miała miejsce konserwatywna próba rekryminalizowania aborcji. Konserwatywny rząd federalny, prowadzony przez premiera Briana Mulroneya z partii Progresywno Konserwatywnej, przedstawił Ustawę C-43, która miała karać lekarzy więzieniem, jeśli dokonaliby aborcji u kobiety, której zdrowie nie było zagrożone. Ustawa przeszła w Izbie Gmin niewielką przewagą głosów 140 do 131, w blasku fleszy reporterów. Ustawa nie weszła jeszcze w życie, gdy w przeciągu tygodnia 20-letnia studentka wykrwawiła się na śmierć w domu w wyniku wywołanej samodzielnie aborcji, przeprowadzonej przy pomocy wieszaka, a nastoletnia dziewczyna została okaleczona w nieudanej pokątnej aborcji. Te tragiczne wydarzenia wywołane niechcianymi ciążami były szeroko publikowane i po śmierci studentki odbyły się demonstracje popierające prawo do aborcji i protestujące przeciw Ustawie C-43. Projekt ustawy został odrzucony w Senacie niewielką przewagą głosów na początku 1991 roku, a ofiary nielegalnych aborcji przestały się pojawiać.
Końcowe walki sądowe Morgentalera koncentrowały się na uzyskaniu refundacji aborcji ze środków publicznych, poprzez wykazanie, że działająca w zgodzie z dobrymi przepisami specjalistyczna przychodnia oferuje usługi ekwiwalentne do oferowanych w szpitalu. W Nowym Brunszwiku i na Wyspie Księcia Edwarda, na przykład, prowincjonalny system opieki zdrowotnej płaci za aborcje tylko wtedy, gdy są one wykonywane w autoryzowanych szpitalach i zatwierdzone przez dwóch lekarzy. Morgentaler zaskarżył tę politykę w Nowym Brunszwiku.
W roku 2008 sprawy toczyły się w sądach. Prowincja początkowo stwierdziła, że kobiety mogą uzyskać medycznie niezbędne aborcje w szpitalach Nowego Brunszwiku. W 2006 roku jednak ostatni szpitalu w Nowym Brunszwiku im. dr. Everetta Chalmersa (we Fredericton) zaprzestał przeprowadzenia aborcji ze środków publicznych, ogłaszając, że zawiesza usługi aborcyjne poczynając od 1 lipca, w związku z problemami przeciążenia. Nowy Brunszwik i Wyspa Księcia Edwarda to jedyne prowincje w Kanadzie, które nie chcą płacić za aborcje w przychodniach. Ta zasada jest niezgodna z postanowieniami Ustawy o Ochronie Zdrowia Kanady i postanowieniami Sądu Najwyższego Kanady w sprawie „Korony przeciw Morgentalerowi” z 1988 roku. Prowincja wniosła, że Morgentaler, nie będąc kobietą, nie może występować jako powód w sprawie, bo tylko bezpośrednio zainteresowana aborcją lub jej refundacją kobieta może zakwestionować politykę aborcyjną prowincji. Sąd Najwyższy Prowincji Nowy Brunszwik (Court of Queen’s Bench) orzekł, że Morgentaler może kontynuować pozew przeciwko rządowi. To pozwoliło Morgentalerowi kontynuować prowadzenie przychodni we Fredericton, gdzie kobiety mogą uzyskać aborcję płacąc aż do 750 dolarów.
Sędzia Paulette Garnett powiedział, że Morgentaler powinien posiadać zdolność prawną do pozwania rządu prowincjonalnego, z powodu osobistego charakteru aborcji i faktu, że procedury aborcji są wrażliwe na czynnik czasowy, co utrudnia kobietom podjęcie akcji prawnej przeciwko rządowi przed sądami. Po orzeczeniu, rząd postanowił rozważyć ewentualne odwołanie.
W 2009 roku Morgentaler podjął działania, by otworzyć dwie prywatne przychodnie aborcyjne w kanadyjskiej Arktyce, tak by kobiety, które tam mieszkają nie musiały podróżować, pokonując ogromne odległości, w celu dokonania aborcji.

## Pogróżki śmiercią, ataki i zamachy bombowe
Było wiele przypadków antyaborcyjnej przemocy wobec Morgentalera, jego personelu, jego pacjentów i kolegów. Przemoc antyaborcyjna została zakwalifikowana przez Canadian Security Intelligence Service (CSIS) jako „terroryzm pojedynczej sprawy”. Groźby śmierci wobec Morgentalera były częste. W 1980 roku, reporter opisał, że stos listów z pogróżkami śmierci z jednego miesiąca miał sześć cali (15 cm) grubości. W 1983 roku mężczyzna zaatakował go nożycami ogrodowymi przed jego przychodnią aborcyjną w Toronto. Kanadyjska dziennikarka Judy Rebick odparła atak i Morgentaler pozostał nietknięty. Augusto Dantas został oskarżony o napaść i posiadanie broni niebezpiecznej dla dobra publicznego. W dniu 29 lipca 1983 roku, protestujący próbowali obrzucić jego przychodnię bombami zapalającymi. Przychodnia doznała tylko drobnych uszkodzeń, ale sąsiadująca Księgarnia Spraw Kobiecych w Toronto została niemal całkowicie zniszczona.
W maju 1992 roku przychodnia Morgentalera na Harbord Street w Toronto została obrzucona bombami zapalającymi w nocy przez dwie osoby (ujęte przez kamerę monitorującą), używające benzyny jako paliwa i fajerwerków jako zapalnika. Następnego dnia, kierownictwo przychodni poinformowało, że atak bombowy nie zapobiegł żadnemu z zaplanowanych poronień, ponieważ wszystkie były przeprowadzone w zastępczych lokalizacjach. Nikt nie został ranny, ale budynek musiał być rozebrany. Księgarnia Kobieca obok była również uszkodzona, a konkretnie sekcja „kobiety i poród”. W dzień po ataku, Morgentaler przyszedł skontrolować uszkodzenia, a tłum zwolenników prawa do aborcji pojawił się przed przychodnią z transparentami, które głosiły „Po prostu powiedz nie bombom” i „Zatrąb w poparciu dla prawa wyboru”. W rezultacie podpalenia, rząd Ontario postanowił wydać 420000 dolarów na poprawę bezpieczeństwa w przychodniach aborcyjnych. W tym czasie wszystkie cztery wolnostojące przychodnie w Ontario były w Toronto. Rząd chciał, aby zebrać informacje na temat działań prowadzonych przez sympatyków „pro-life”; gdyż w tym czasie organy ścigania w Kanadzie nie zbierały statystyk dotyczących nękania i przemocy wobec dostarczających usług związanych z aborcją, ich przychodni lub ich klientów.
Po atakach snajperskich na innych lekarzy takich jak Garson Romalis i Hugh Short (patrz przemoc przeciw aborcji), dostarczający usługi związane z aborcją w Kanadzie byli świadomi, że ich życie może być w niebezpieczeństwie, z powodu działań zabójców o poglądach „pro-life”, wyposażonych w karabiny o dużej mocy.
Morderstwo doktora Barnetta Slepiana w Buffalo w dniu 23 października 1998 roku, także przy pomocy karabinu wysokiej mocy, wzmocniło poczucie zagrożenia. Lekarze wykonujący aborcje nosili kamizelki kuloodporne i zaciągali zasłony w oknach, aby zapobiec ostrzeliwaniu swoich domów przez zabójców. Cytowano wypowiedź Morgentalera: „Wiem, ze źródeł, których nie mogę ujawnić, że niektórzy lekarze sądzą, iż nie będą w stanie kontynuować. Jest to bardzo zła sytuacja”. Powiedział, że sam będzie nadal przeprowadzał aborcje. Morgentaler wierzył, że napastnik był amerykański i że ataki były niepożądanym produktem ubocznym jadowitej, religijnie napędzanej walki z aborcją, która toczyła się wówczas w Stanach Zjednoczonych. Stwierdził on: „W Kanadzie, mamy mniej fanatyków religijnych, jest znacznie mniej przemocy, i jest to o wiele bardziej tolerancyjne społeczeństwo”.
W rezultacie dźgnięcia nożem doktora Garsona Romalisa w 2000 roku, zauważył doktor Morgentaler, niektórzy lekarze w Ontario, Nowym Brunszwiku, Nowej Fundlandii zaprzestali przeprowadzania aborcji. „Przez lata żyliśmy w cieniu ginących lekarzy” powiedział Morgentaler. „Przemoc jest oznaką frustracji, gniewu i moralnego bankructwa w antyaborcyjnym ruchu”.

## Inne problemy prawne
W 1976 roku Komitet Dyscyplinarny Izby Lekarskiej Québecu zawiesił licencję lekarską Morgentalera na rok, w wyniku skazania go za to, że dokonał nielegalnej aborcji. Ponieważ pracował poza szpitalem i wykonywał aborcje bez zgody Komisji Aborcji Terapeutycznej wszystkie jego aborcje były nielegalne. Według biografii Morgentalera autorstwa Catherine Dunphy, wydanej w 1996 roku, komisja dyscyplinarna skomentowała „postawę (dr Morgentalera), która jest skierowana przede wszystkim na ochronę własnego dochodu. Nie odbywa się żaden istotny wywiad, przed przystąpieniem do aborcji. To zachowanie cechuje najemniczy charakter w relacji lekarz-pacjent. Komisja nie jest w stanie pogodzić tego zachowania z obroną użytą (przez doktora) w procesie, że motywowany był pobudkami humanitarnymi”.
„Montreal Gazette” odnotowała w 1974 roku, że zgodnie z dowodami policji Morgentaler został przyłapany na wielokrotnym użyciu jednorazowych pompek próżniowych (vacurettes) wbrew zaleceniom producenta, które stwierdzały, że „nie mogą one być ponownie użyte”. Gazette poinformowała, że po skontaktowaniu się z nim przez gazetę Morgentaler stwierdził, że wcześniejszy model pompek „może być od czasu do czasu stosowany więcej niż jeden raz”, ale podkreślił, że „czy ktoś używa pompki próżniowej (vacurette) raz czy dwa nie ma nic wspólnego z ustaleniem, czy działa zgodnie z najlepszą wiedzą medyczną”. Artykuł z 1991 roku w Alberta Report donosi, że obecnie lekarz zaprzecza ponownemu wykorzystywaniu pompek próżniowych (vacurettes), ale również, że według prawników Gazette, Morgentaler nigdy nie podjął żadnych działań prawnych przeciwko tej gazecie.
W 1973 roku, na podstawie publicznych stwierdzeń Morgentalera, że przeprowadził tysiące aborcji, Urząd Skarbowy w Quebecu nakazał mu zapłacić 354 799 dolarów niezapłaconego podatku dochodowego. Sprawa została rozstrzygnięta na drodze pozasądowej, kilka lat później, a Morgentaler, w ramach ugody zapłacił ponad 101 000 dolarów.

## Odznaczenia i nagrody
Morgentaler był pierwszym prezesem Stowarzyszenia Humanistów Kanady (Humanist Association of Canada – HAC), a od 1968 do 1999 roku pozostaje honorowym prezesem tej organizacji. HAC obdarzył go swoją nagrodą za działalność całego życia w dniu 3 sierpnia 2008 roku w Toronto, Ontario, podczas Konwencji z okazji swego 40-lecia, największej konwencji Humanistów w historii narodu kanadyjskiego.
W 1973 roku Morgentaler był jednym z sygnatariuszy drugiego Manifestu Humanistycznego. W 1975 roku Amerykańskie Stowarzyszenie Humanistów (The American Humanist Association) nadało mu tytuł humanisty roku, wraz z Betty Friedan, autorką Mistyki kobiecości.
W dniu 16 czerwca 2005, Uniwersytet Zachodniego Ontario (UWO) przyznał Morgentalerowi tytuł doktora honoris causa w dziedzinie prawa, był to jego pierwszy honorowy stopień naukowy. Ta decyzja Komitetu Stopni Honorowych Senatu Uniwersytetu Zachodniego Ontario spowodowała sprzeciwy ze strony kanadyjskich organizacji pro-life. 12 000 podpisów zostało złożonych pod petycją z prośbą do UWO, aby odwołał swoją decyzję na rzecz Morgentalera, a w dniu, kiedy stopień honorowy został przyznany, odbyło się kilka wieców protestacyjnych. Przeciwna petycja, wspierająca decyzję UWO zyskała ponad 10 000 podpisów.

W dniu 5 sierpnia 2005 roku Morgentaler otrzymał od Instytutu Spraw Publicznych im. Jeziora Couchiching (Couchiching Institute of Public Affairs – a civil place to disagree) nagrodę za „Przywództwo w Tworzeniu Państwowej Polityki Społecznej” (Award for Public Policy Leadership) za swe wysiłki na rzecz wolności kobiet i ich praw w dziedzinie reprodukcji i zdrowia. Nagroda została przyznana przez Instytut Spraw Publicznych im. Jeziora Couchiching na jej siedemdziesiątej czwartej, dorocznej letniej konferencji. Nagroda za Przywództwo w Tworzeniu Państwowej Polityki Społecznej Couchiching jest przyznawana corocznie uznanemu w kraju Kanadyjczykowi, który wykazał się, będąc liderem w kształtowaniu polityki społecznej, mającej pozytywny wpływ na Kanadę lub społeczności w Kanadzie, często w obliczu sprzeciwu publicznego. Część uzasadnienia głosi:
„Ruch kobiecy z lat 1960-tych znalazł w dr. Morgentalerze osobę rozumiejącą, że równość kobiet nie może być osiągnięta w ramach istniejących ograniczeń dotyczących wyboru reprodukcyjnych usług medycznych. Oferując kobietom, które napotykały znaczne ograniczenia w innych miejscach, dostęp do niezbędnych usług, dr Morgentaler użył zarówno swego statusu zawodowego i umiejętności osobistych, by walczyć o prawa kobiet, narażając się na niebezpieczeństwo. Jego działania przyniosły zasadnicze zmiany w prawie kanadyjskim, a także w systemie opieki zdrowotnej i w ten sposób znacząco wpłynęły na polepszenie życia Kanadyjczyków od wybrzeża Atlantyku do wybrzeża Pacyfiku (do wybrzeża Oceanu Arktycznego)”
. Kanadyjski Kongres Pracy (Canadian Labour Congress – CLC – ogólnokrajowy związek zawodowy) uhonorował go w dniu 28 maja 2008 roku swą najwyższą nagrodą, za wyjątkowe zasługi dla ludzkości. W publikacji CLC można przeczytać:
„Morgentaler, osiemdziesięciopięciolatek kruchej postury, odebrał nagrodę od przedstawicieli Kanadyjskiego Kongresu Pracy i podziękował związkom zawodowym za poparcie w długich latach walki, o zapewnienie kobietom prawa do kontroli własnego zdrowia i własnych ciał. Wybór i wolność”
. Przy tej okazji, Morgentaler powiedział: „Musimy zachować czujność w obronie prawa kobiet do wyboru, ponieważ jest jeszcze zbyt wielu ustawodawców i pracowników służby zdrowia, którzy nie są pro-choice i zbyt wiele kobiet, których zdrowie nadal jest zagrożone, ponieważ nie mają dostępu do bezpiecznych usług aborcyjnych w korzystnym otoczeniu – dwadzieścia lat po uchyleniu w Kanadzie ustawy dotyczącej aborcji”.
W 2010 roku Morgentaler został nominowany do tytułu Kanadyjczyka Zmieniającego Świat (Transformational Canadians Award), jako osoba, która „zmieniła świat przyczyniając się do niezmiernej poprawy życia innych”. Jedno z mediów podających wiadomości zaznacza: „W Kanadzie, kobieta może przeprowadzić aborcję bez strachu bycia ściganą lub uwięzioną – z tego prostego powodu, że nie ma ustawy o aborcji. Od ponad 20 lat, ten stan rzeczy odróżnia nas od reszty świata rozwiniętego. Właśnie dlatego kanadyjskie kobiety mają prawo do bezpiecznych i zgodnych z prawem aborcji. Henry Morgentaler walczył w długiej walce, w ich imieniu. Za swoje wysiłki niezachwiany, zrównoważony i spokojny, dr Morgentaler stanął przed sądem, gnił w więzieniu, i otrzymywał liczne pogróżki. Co skłoniło go do podjęcia takiego ryzyka? „Świadomość, że straszna niesprawiedliwość działa się kobietom i przekonanie, że to było konieczne, aby zmienić tę sytuację, aby zapewnić pomoc tym, które jej potrzebowały”, odpowiada emerytowany lekarz za pośrednictwem poczty elektronicznej”.

### Order Kanady
Morgentaler został odznaczony Orderem Kanady (Order of Canada) w dniu 1 lipca 2008 roku. Został doceniony „za swoje zaangażowanie w zwiększenie zakresu opieki zdrowotnej dla kobiet, za swoje zdecydowane wysiłki, aby wpłynąć na kanadyjską politykę publiczną (w sensie społeczną) i swoje przywództwo w organizacjach zrzeszających humanistów i zwolenników wolności obywatelskich”. Działacze pro-choice okazali decyzji radosne poparcie, mówiąc, że Morgentaler ryzykował swoim życiem i wolnością w walce o prawa kobiet, podczas gdy grupy pro-life mocno skrytykowały nagrodę, mówiąc, że poniżył Order Kanady. Feministyczna dziennikarka i autorka, Judy Rebick powiedziała dziennikowi „The Globe and Mail”, że nadszedł czas był Morgentaler był uhonorowany za swoją długotrwałą walkę. Powiedziała: „Dr Morgentaler jest bohaterem dla milionów kobiet w kraju, (…) zaryzykował swoje życie w walce o prawa kobiet ... To ogromna postać w historii Kanady, a fakt, że nie dostał Orderu Kanady aż do teraz jest skandalem”.
W tej sprawie, premier Stephen Harper powiedział, że wolałby raczej, by najwyższe odznaczenie cywilne w kraju było przyznawane za „coś, co naprawdę łączy” i „jednoczy Kanadyjczyków”, podczas gdy lider Partii Liberalnej Stéphane Dion powiedział: „Dr Morgentaler stanął w obronie prawa kobiety do wyboru, będąc niezłomnym adwokatem tej sprawy w ciągu całej swojej kariery zawodowej, często z dużym ryzykiem osobistym”, i poprosił Kanadyjczyków by uszanować i docenić tę decyzję.
Kilku kawalerów Orderu Kanady oświadczyło, że zwrócą swe odznaczenia do siedziby gubernatora generalnego (miejsce rezydencji namiestnika królowej, odpowiednika prezydenta, Rideau Hall) w proteście, w tym ksiądz katolicki Lucien Larre, Gilbert Finn, były Namiestnik Królowej w Prowincji Nowy Brunszwik (Lieutenant Governor of New Brunswick) Frank Chauvin, emerytowany detektyw, który założył sierociniec, oraz Apostolat Domu Najświętszej Marii Panny imienia zmarłej Katarzyny Doherty.
W dniu 1 czerwca 2009 roku, trzech kawalerów Orderu Kanady oddało swe odznaczenia w proteście przeciwko nadaniu go Morgentalerowi, w tym arcybiskup Montrealu, kardynał Jean-Claude Turcotte. Turcotte wyjaśnił swoją rezygnację stacji nadawczej CBC, mówiąc: „Martwię się tym, jak traktujemy życie, od poczęcia do śmierci. Postanowiłem zająć stanowisko, które wyraźnie odzwierciedla moje przekonania”. Pozostali, którzy zrezygnowali z odznaczenia w proteście to astronom René Racine, oraz pianistka i dyrygent Jacqueline Richard, również z Montrealu. Około tuzina osób pikietowało na zewnątrz, podczas ceremonii w Quebecu.

## Inne działania
Morgentaler ruszył z kampanią na rzecz zdrowia reprodukcyjnego kobiet w objazd po całej Kanadzie, gdzie wielokrotnie przemawiał i pozyskiwał fundusze na rzecz wspierania planowania rodziny. W 1999 Morgentaler stwierdził, że zaistniały w ciągu ostatnich lat spadek przestępczości wśród młodzieży można wytłumaczyć legalizacją aborcji prawie dwadzieścia lat wcześniej, co doprowadziło do zmniejszenia liczby dzieci zaniedbanych i sfrustrowanych, oraz tym, że więcej matek przeżywa by pielęgnować swoje dzieci. W 2006 roku Morgentaler wycofał się z czynnej praktyki lekarskiej.
W sierpniu 2011 roku Morgentaler uczestniczył w pogrzebie lidera oficjalnej opozycji Jacka Laytona, przywódcy Nowej Partii Demokratycznej (NDP). W latach 80. Layton brał udział w obronie przychodni, tj. w ruchu strzegącym przychodni Morgentalera, gdy zwolennicy prawa do aborcji pilnowali wejścia do przychodni, aby przeszkodzić przeciwnikom aborcji w tarasowaniu wejść i niewpuszczaniu pacjentek na teren przychodni. NDP była zagorzałym zwolennikiem prawa do aborcji, czyniąc je częścią swojej platformy politycznej przez wiele lat.
W 1991 roku Morgentaler dyskutował z Williamem Lane Craigiem w debacie „Humanizm versus chrześcijaństwo”.

## Media i reprezentacje kulturowe
Morgentaler był przedmiotem filmu dokumentalnego, z 1984 roku, wyprodukowanego przez kanadyjską agencję rządową Narodowy Zarząd Kinematografii Kanady (National Film Board of Canada) pt. „Demokracja na Rozprawie/ Poddana Próbie: Sprawa/ Afera Morgentalera” („Democracy on Trial: The Morgentaler Affair”), w reżyserii Paula Cowana.
W 2005 roku sieć telewizyjna CTV wyprodukowała film telewizyjny dokumentujący życie i praktykę zawodową Morgentalera pod tytułem: „Wybór: Historia Henryka Morgentalera”. Film jest opisany w następujący sposób: „Film relacjonuje, jak lekarz w opozycji do obowiązującego prawa i powszechnej opinii, rozpoczął walkę o prawa reprodukcyjne kobiet w 1967 roku, nawet odsiadując karę więzienia w Quebecu w 1975 roku pod zarzutem przeprowadzenia nielegalnej aborcji. Kulminacją historii jest moment, gdy Sąd Najwyższy Kanady decyduje się unieważnić obowiązujące prawo dotyczące aborcji: ustawę o aborcji (zapisy Kodeksu Karnego jej dotyczące) w tym kraju, w 1988 roku”. W wywiadzie dla CTV, Morgentaler wyjaśnia: „Zdecydowałem się zaangażować w sprawę, ponieważ dla mnie była to walka o sprawiedliwość, o fundamentalną sprawiedliwość, oraz dlatego, że miałem możliwość coś zrobić, aby pomóc kobietom, pomimo prawa, które nie pozwało mi tego robić”. „Byłem gotów pójść do więzienia, byłem gotów umrzeć za to”, powiedział programowi telewizji CTV „Środowy Poranek w Kanadzie”. „Kiedy patrzę wstecz, widzę swoje życie wypełnione osiągnięciami, bo osiągnąłem bardzo dużo i jestem z tego bardzo dumny”.
Znana karykatura redakcyjna „Montreal Gazette” autorstwa Terry’ego Moshera wykpiła przepowiednie burmistrza Montrealu Jeana Drapeau, że „Prędzej mężczyzna urodzi dziecko, niż Olimpiada w Montrealu popadnie w deficyt”. Po katastrofalnych finansowo Letnich Igrzyskach Olimpijskich z 1976 roku, Mosher narysował karykaturę ciężarnego Drapeau, starającego się dodzwonić do Morgentalera.
Alternatywny zespół rockowy „Ja, Mama i Morgentaler” wykorzystał nazwisko lekarza, jako inspirację dla swojej nazwy.